# Міна (співачка)

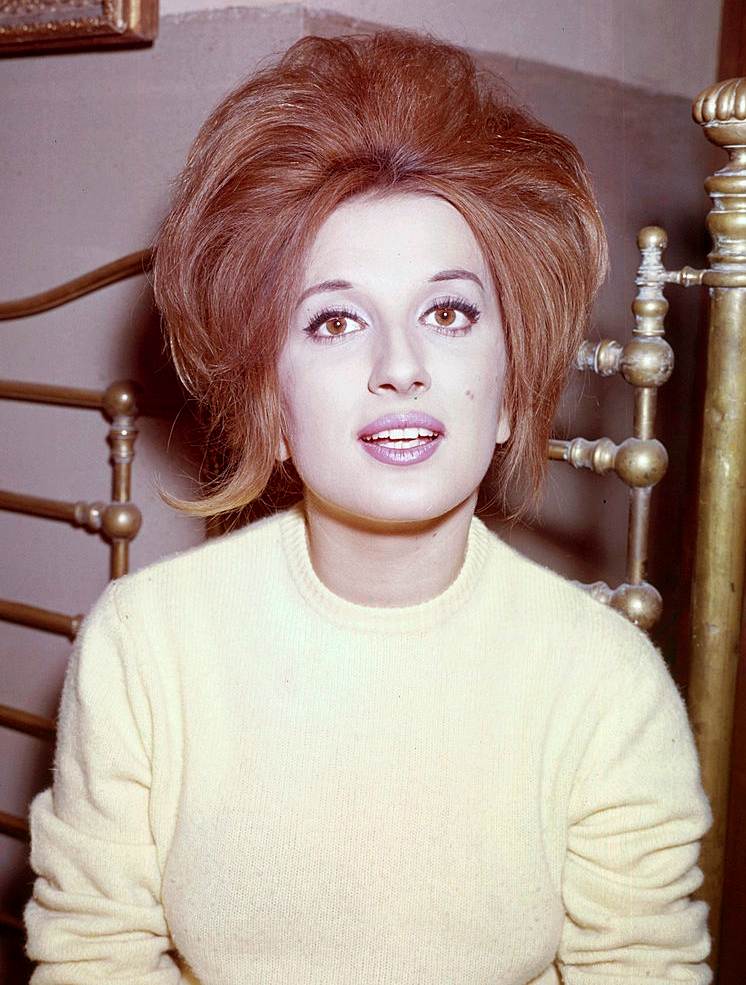
Міна у 1960 році

Міна Анна Марія Мадзіні (італ. Mina Mazzini, у поточному шлюбі Кваїні (італ. Mina Anna Quaini) (25 березня 1940, Бусто-Арсіціо), у музичній кар'єрі відома як Міна — італійська співачка, музикантка, авторка пісень, телеведуча, акторка та підприємиця. Одна з головних осіб на італійському телебаченні та домінуюча фігура в попмузиці 1960-х та 1970-х. Відома своїм триоктавним вокальним діапазоном, високодинамічним сопрано та образом емансипованої жінки, пісні якої забороняли за теми релігії, куріння та сексу, Міна продала понад 150 мільйонів платівок в усьому світі. Записавши 77 альбомів та 71 сингл, Міна є єдиною артисткою, альбоми якої очолювали італійські чарти протягом кожного із шести десятиліть, починаючи з 1965 року. Співачка випускала альбоми щороку, протягом 1958—2003 років, і досі продовжує випускати нові альбоми та сингли, припинивши сценічні виступи 1978 року.

## Ранні роки
Анна Марія Мадзіні народилася в сім'ї робітника в Бусто-Арсіціо, Ломбардія. В дитинстві її сім'я переїхала на роботу до Кремони. Вона любила слухати американський рок-н-рол та джазові платівки і була частою гостею в міланських клубах «Santa Tecla» («Свята Текла») та «Taverna Messicana» («Мексиканська таверна»), відомих пропагуванням рок-н-ролу. Після закінчення середньої школи у 1958 році вступила до коледжу, де вивчала бухгалтерський облік. 

## Кар'єра

### 1958—1961: перші кроки
Влітку 1958 року Міна з сім'єю відпочивала у Форте-дей-Мармі. Вона вирушила до нічного клубу «La Bussola» у Маріна-ді-П'єтрасанта, де того вечора виступав кубинський співак Дон Маріно Баррето зі своїм оркестром. Після його виступу Мадзіні піднялася на сцену і зімпровізувала, виконавши пісню «Un'Anima tra le mani» («Душа в твоїх руках»). Виступ вдався, і протягом наступних ночей Мадзіні отримувала від власника клубу Серджо Бернардіні запрошення на сцену знову і знову.
У вересні вона розпочала сольну кар'єру, акомпанував гурт «Happy Boys». Концерт Мадзіні у вересні 1958 року перед аудиторією з 2500 осіб у Рівароло дель Ре отримав захоплене схвалення місцевої критики. Незабаром вона підписала контракт із Давіде Маталоном, власником невеликої компанії звукозапису «Italdisc». Її перший сингл «Non partir» / «Malatia» («Я не піду» / «Хвороба») був спродюсований для італійської публіки під сценічним псевдонімом «Міна». Водночас свій сингл «Be Bop A Lula» / «When» («Бі боп а лула» / «Коли») співачка випустила для міжнародної аудиторії під сценічним ім'ям «Крихітка Брама» («Baby Gate»). «Крихітка» було обране як контраст з її винятковим для італійки зростом (178 см), а «брама» була даниною поваги квартету «Golden Gate Quartet». Її виступ на фестивалі «Sei giorni della canzone» («Шість днів пісні»), що проходив в грудні у Мілані, видання «La Notte» назвало «народженням зірки». Це був останній виступ Міни з «Happy Boys», оскільки її сім'я не дозволила їй залишити навчання у коледжі заради запланованого туру Туреччиною.
Менш ніж через місяць після розриву з попереднім гуртом Міна співзаснувала гурт «Solitari» («Одинаки»), до якого увійшла як співачка, саксофоністка, піаністка, контрабасистка та гітаристка. Її перший хіт із гуртом відрізнявся тим, що Міна виконала дуже гучну, синкоповану версію популярної пісні «Nessuno» («Ніхто») на Першому рок-фестивалі в міланському Льодовому палаці у лютому 1959 року. Тоді ж вона вперше виступила на телебаченні: 1 березня у шоу «Lascia o raddoppia?» («Залишити чи подвоїти?») та 4 квітня у «Il musichiere» («Музикант»), ці виступи отримали схвальну критику. Таким чином, 1959 року Міна стала першою рок-н-рольною співачкою, яка виступила на національному телебаченні. Її гучний синкопований спів приніс їй прізвисько «Королева крикунів». Публіка також називала її «Тигрицею Кремони». На хвилі успіху вона підписала контракт з відомим менеджером Еліо Джіганте, що в наступні роки організовував її виступи на найбільших майданчиках Італії. Її першим італійським хітом «номер один» стала пісня «Tintarella di luna» («Місячне світло»), що прозвучала в музичній комедії «Музичний автомат кричить про любов». Наприкінці 1959 року співачка остаточно відмовилася від псевдоніма «Крихітка Брама» на користь «Міни».

### 1960—1965: прорив

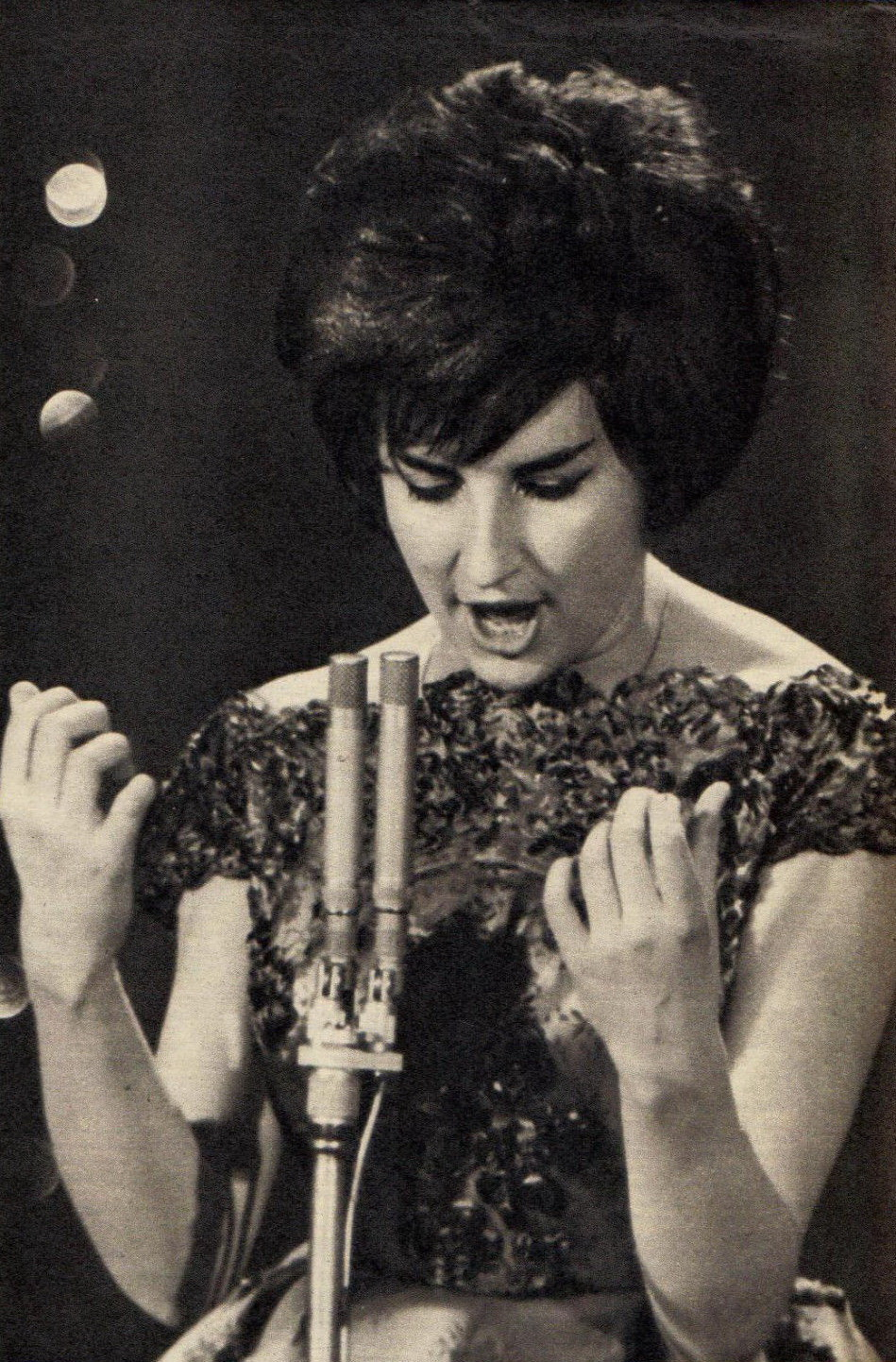
Міна на Фестивалі «Санремо» (1960)

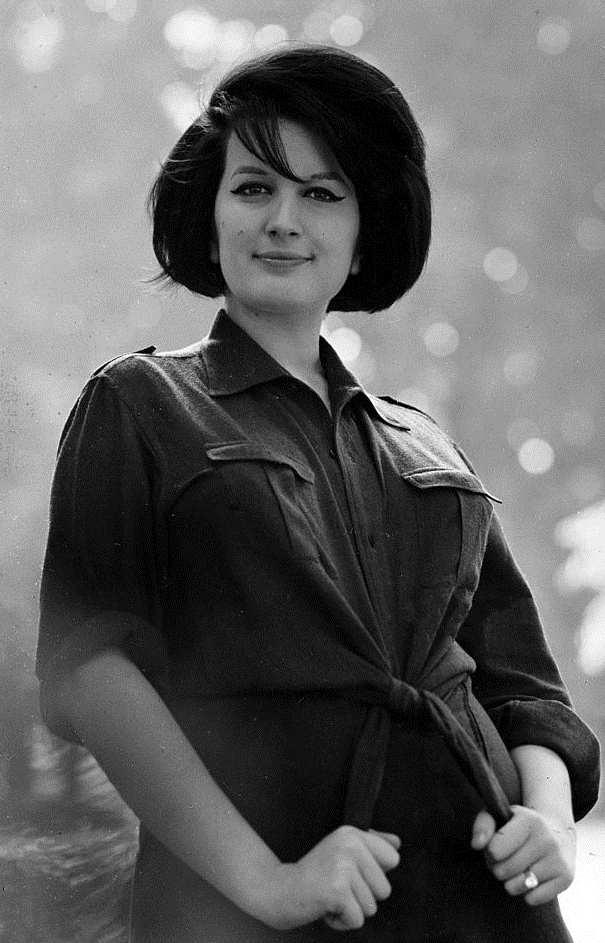
Міна у 1963 році

1960 року Міна дебютувала на Фестивалі італійської пісні в Санремо з двома піснями. Цього разу вона вперше звернулася до виконання повільних емоційних пісень про кохання. Її пісня «È vero» («Це правда») посіла 8-е місце в італійських чартах. Виконання Міною пісні «Il cielo in una stanza» («Небо в кімнаті») Джино Паолі ознаменувало перетворення молодої співачки з рок-н-рольної виконавиці-«крикунки» (як тоді в Італії називалися виконавців рок-н-ролу) на артистку, яка надалі стала «жінкою-натхненням» для низки авторів-виконавців. Ідея пісні про те, що «кохання може вирости будь-якої миті, в будь-якому місці» прийшла до Паолі, коли він лежав на ліжку і дивився у стелю пурпурового кольору. «Il cielo in una stanza» очолила рейтинг найпродаваніших синглів Італії та потрапила до чарту США «Billboard Hot 100», під назвою «This World We Love In». Кадри виконання пісні Міною були включені до музичних фільмів «Я цілую… ти цілуєш» та «Зустріч в Ішії», а 1990 року — пісня стала саундтреком фільму «Славні хлопці».
На пісенному фестивалі в Санремо 1961 року Міна виконала дві пісні. «Io amo, tu ami» («Я люблю, ти любиш»), що посіла четверте місце у чарті Італії, а «Le mille bolle blu» («Тисяча синіх бульбашок») — п'яте. Розчарована цими результатами, Міна заявила про намір ніколи більше не виступати на цьому фестивалі.
Оскільки пісні та фільми Міни вже стали на той час популярними за кордоном, вона почала гастролювати Іспанією та Японією і виступала на венесуельському телебаченні у 1961 році. На початку 1962 року Міна виступала на іспанському телебаченні та в паризькій залі «Олімпія». Презентація її німецького синглу «Heißer Sand» («Гарячий пісок») 12 березня 1962 року на телешоу Петера Крауса викликала бум продажів, за 10 днів у Німеччині розійшлося 40 000 платівок з ним. Платівка посіла перше місце і провела понад пів року в німецьких чартах 1962 року. Протягом наступних 2 років у німецькі чарти потрапило ще 6 синглів Міни. Під час опитування слухачів та слухачок, проведеного в липні 1962 року в Німеччині, Австрії та німецькомовній частині Швейцарії, Міна була визнана найпопулярнішою співачкою у світі. У травні 1962 року вона виступила в Буенос-Айресі. Тим часом її кавер-композиції у ритмах мамбо «Moliendo Cafe» («Кафе Молієндо») та пісня у стилі серф-попу «Renato» («Ренато») зайняли 1 та 4 місця відповідно в італійських чартах. Сторона «Б» синглу «Renato» містила пісню «L'eclisse twist» («Твіст затемнення»), яка також використовулася для саундтреку до художнього фільму Мікеланджело Антоніоні «Затемнення». 1963 року співачка отримала заборону на виступи на телебаченні за свої відверті пісні, що стосувалися релігії, куріння та сексу, а також за стосунки з одруженим чоловіком, оскільки це не відповідало домінуючій католицькій та буржуазній моралі у суспільстві. Попри заборони, надалі вона продовжила з'являтися на телеекрані в різних популярних телешоу. Також знялася у десятці фільмів.
10 січня 1964 року Міна у програмі «La fiera dei sogni» виконала пісню «Città vuota» («Порожнє місто»), кавер пісні Джина Макденіелса «It's a Lonely Town (Lonely Without You)», яка стала її першим релізом на лейблі «RiFi». Її наступний сингл «È l'uomo per me» («Він для мене чоловік»), кавер на пісню Джоді Міллер «He Walks Like a Man», став найпродаванішим записом року в Італії. 11 грудня 1964 року в телепрограмі «Il macchiettario» Міна продемонструвала свою нову мелодійну манеру, виконавши пісню «Io sono quel che sono» («Я є такою, якою я є»). Цього ж часу вийшов сингл «Suna ni kieta namida» («Сльози зникають у піску»), у якому Міна повернулася до свого попереднього юнацького сценічного образу. Пісня, заспівана японською мовою, посіла перше місце в японському чарті синглів і принесла співачці звання найкращої міжнародної виконавиці в Японії.
У прямому ефірі першого епізоду телешоу «Studio Uno» 1965 року, що транслювалося щосуботнього вечора, Міна з'явилася у новому образі блондинки з вищипаними бровами. На шоу вона виконала такі задумливі за складовою пісні «Un bacio è troppo poco» («Одного поцілунку недостатньо») і «Un anno d'amore» («Рік кохання»), кавер на пісню Ніно Феррера «C'est irreparable» («Це непоправно»). На цьому ж проєкті вона виконала свою знамениту пісню «Brava» («Добре»). Того ж року її альбом «Studio Uno» («Перша студія») очолив італійський чарт. Також серед її записів 1965 року була пісня «Spirale Waltz» («Спіральний вальс»), яка стала музичною темою до фільму «Десята жертва».

### 1966—1968: незалежна творчість

Міна і Адріано Челентано на передачі «Sabato sera» (1967)

1966 року вийшла знаменита пісня Міни «Se telefonando» («Якщо по телефону»). Перед цим, навесні того року, Мауріціо Костанцо та Гіго Де К'яра спочатку написали текст, який мав стати темою для радіопередачі «Aria condizionata» («Кондиціонер»). Текст пісні був написаний у «похмурій» манері Гела Девіда. Надалі серіалізм-композитора Енніо Морріконе попросили покласти текст на музику. Після цього Міна зустрілася з трьома авторами пісні в репетиційній кімнаті RAI на Віа Теулада у Римі. Морріконе почав повторювати коротку музичну тему всього з трьох нот («мікроелементів») на піаніно. Цей уривок мелодії він скопіював із сирени поліцейської машини, яку чув у Марселі. Після кількох тактів Міна схопила аркуш із текстом і почала співати, ніби знала мелодію раніше. Створена таким чином «Se telefonando» являє собою поп-пісню з вісьмома тональними переходами, що створюють напругу протягом усього приспіву. Аранжування Морріконе являло собою складну комбінацію мелодійних партій труби, гри на барабанах у стилі Гела Блейна, струнної групи, жіночого хору в стилі європопу 1960-х та інтенсивного звучання дозвукових тромбонів.
Спочатку, у травні 1966 року, «Se telefonando» була представлена Міною в одному з епізодів телешоу «Studio Uno» («Перша студія»), а в серпні того ж року на «Aria condizionata». Пісня досягла 7-го місця в італійському чарті та посіла 53-е місце у щорічному списку найпродаваніших синглів Італії. Пісня була включена в альбом «Studio Uno 66» поряд з такими популярними піснями, як «Ta-ra-ta-ta» і «Una casa in cima al mondo» («Дім на вершині світу»). Це був п'ятий найпродаваніший альбом року в Італії.
1966 року Міна почала працювати зі Швейцарською службою телерадіомовлення та оркестром «Radiosa» в Лугано. Разом зі своїм батьком вона започаткувала незалежний лейбл «PDU». Першою платівкою, яка вийшла під цим лейблом, була «Dedicato a mio padre» («Присвячується моєму батькові»). Зростаючий інтерес Міни до бразильської музики призвів до запису пісні «La banda» («Гурт»), написаної Шику Буаркі, яка посіла 3 місце в Італії. Водночас Міна продовжувала виступати на італійському телебаченні, де навесні 1967 року представила пісню «Zum zum zum» на телешоу-вар'єте «Sabato sera» («Суботнього вечора»), яку виконала у супроводі військово-морського оркестру НАТО. На телешоу вона також виконала в дуеті з Адріано Челентано пісню «La coppia pi bella del mondo» («Найкрасивіша пара в світі»). Цього ж часу Міна представила пісню «Sono, come tu mi vuoi» («Я така, якою ти хочеш мене»), назва якої була взята з п'єси Луїджі Піранделло «Come tu mi vuoi» («Якою ти хочеш мене»). У текстах йдеться про маніакальну увагу преси до особистого життя артистки. Ще одним хітом, виконаним Міною на «Sabato sera», стала «L'immensità» («Неосяжність»), яка була переписана Августо Мартеллі і вийшла під назвою «La inmensidad» в Іспанії та країнах Латинської Америки.
18 липня 1968 року RAI транслювало у прямому ефірі третій епізод телешоу «Senza Rete» («Без страхувальної сітки»), знімання якого відбувалося в аудиторії «А» регіональної штаб-квартири корпорації в Неаполі. Програма являла собою данину поваги Міни автору-виконавцю Луїджі Тенко, який нещодавно помер. Вона перетворила його пісню «Se stasera sono qui» («Якщо я залишуся тут сьогодні ввечері») на «суворий» твір у стилі соул-музики, з музичним супроводом Піно Кальві. Цього часу концертом у нічному клубі «La Bussola» («Компас») Міна відзначила 10-річчя своєї кар'єри під акомпанемент оркестру Августо Мартеллі. Концерт був записаний і виданий у альбомі «Mina alla Bussola dal vivo».
Надалі Міна разом з Вальтером К'ярі та Паоло Панеллі стала ведучою пісенного телеконкурсу «Canzonissima» 1968 року, що транслювалося щосуботнього вечора у прайм-тайм на каналі Rai 1 з вересня 1968-го по січень 1969 року. Оркестрування до нього створювали диригенти Бруно Канфора та Августо Мартеллі. Тут Міна виконала кілька пісень, зокрема «Sacumdì Sacumdà», італійську «розмовну» версію, «з посмішками», композиції в стилі босанова «Nem Vem Que Nao Tem» Карлоса Імперіала, яку мало не заборонили до виконання в ефірі через суперечливий зміст. Пісня була виконана як частина музичної «фантазії», паралельно із «Quelli che hanno un cuore» («Ті, що мають серце»), яка була «інтенсивною» версією композиції Міни «Anyone Who Had a Heart» американської співачки Діонн Ворвік. Ще однією інтерпретацією пісень Ворвік стала «La voce del silenzio» («Безмовні голоси», оригінал «Silent Voices») Паоло Лімітті та Еліо Ізола, яку Міна теж виконала наживо на передачі. Серед інших пісень Міни на «Canzonissima» були: «Niente di niente» («Зовсім нічого»), версією «Break Your Promise» гурту «The Delfonics»; «Fantasia» («Фантазія»), «La musica è finita» («Музика закінчена») та «елегантна» «Un colpo al cuore» («Серцевий напад»). Пісня «Un colpo al cuore» посіла 68-те місце у рейтингу найпродаваніших синглів 1968 року в Італії. Кожен випуск передачі завершувався виконанням Міною пісні «Vorrei che fosse amore» («Бажаю, щоб це було кохання»), «атмосферного» твору Бруно Канфори, який посів 50-е місце у рейтингу найпродаваніших синглів Італії 1968 року. Підбірка пісень із телепередачі вийшла як альбом «Canzonissima '68».

### 1969—1973: співпраця з Моголом та Баттісті

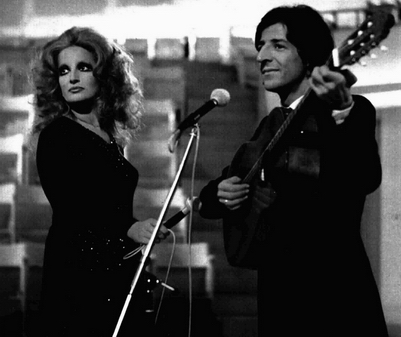
Міна і Джорджо Ґабер на передачі «Teatro 10» (1972)

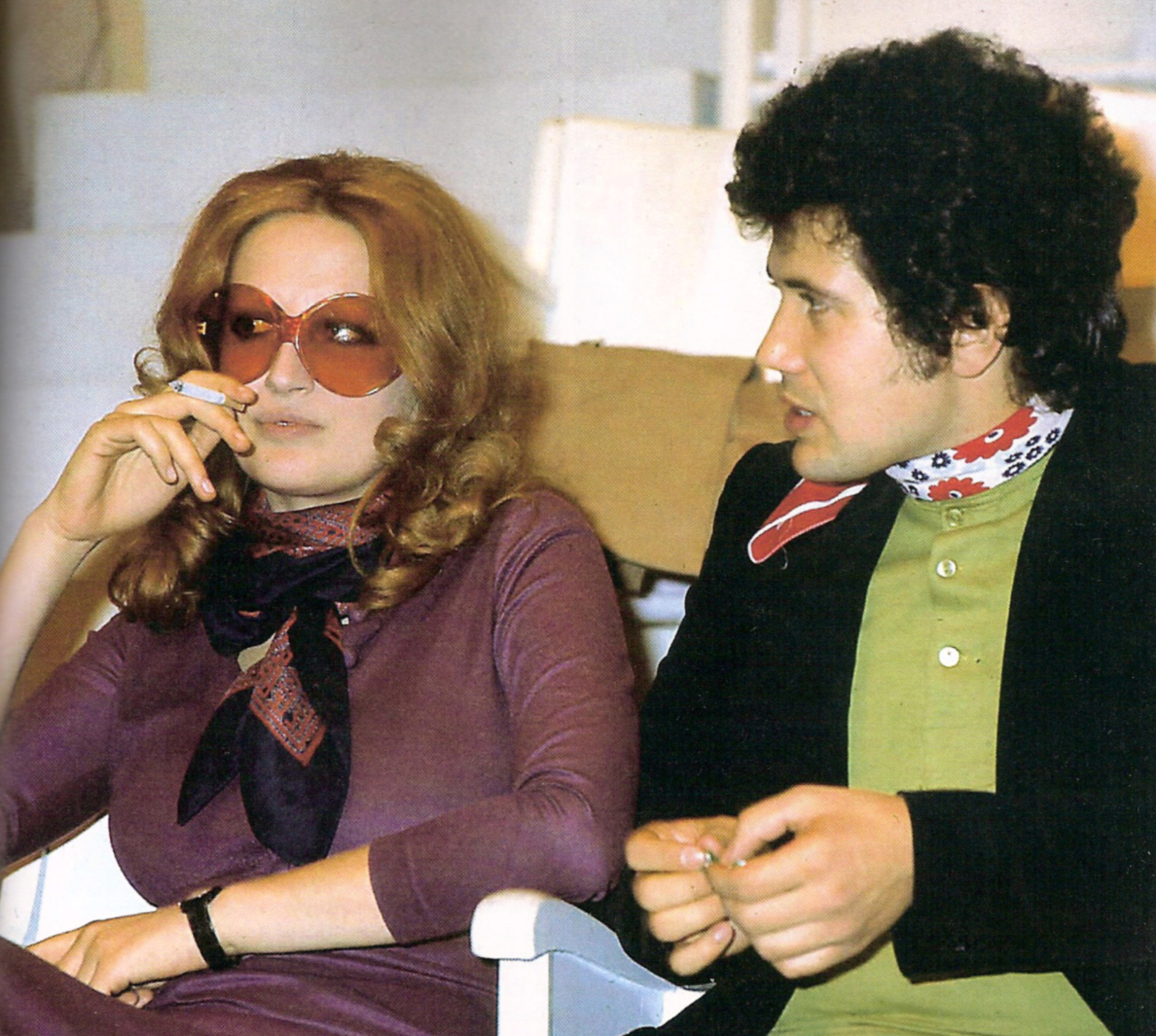
Міна і Лучіо Баттісті на передачі «Teatro 10» (1972)

Після тримісячної перерви, у квітні 1969 року Міна повернулася до творчості, записавши пісню «Non credere» («Не вірити») на музику Луїджі Клаузетті і П'єтро Соффічі та слова Могола. Пісня стала третім найпродаванішим синглом року в Італії. В результаті успіху «Non credere», Могол та його колега-композитор Лучіо Баттісті, разом із гуртом «Premiata Forneria Marconi», що брав участь у створенні інструментальної частини композицій, почали працювали над написанням кількох пісень для Міни. В результаті ця команда написала низку пісень, зокрема «Io e te da soli» («Ти і я наодинці»), «Insieme» («Разом»), «Amor mio» («Моє кохання»), «Io vivrò senza te» («Я житиму без тебе»). Одним із перших виконаннь Міною свого нового репертуару став її живий телевізійний концерт «Senza Rete», що транслювався з Аудиторії «A» в Неаполі 20 січня 1970 року. Пісні тандему Могол-Баттісті послужили основою для кількох альбомів, зокрема «…bugiardo più che mai… più incosciente che mai…», який очолив італійський чарт і став найпродаванішим в Італії 1969 року. Наступний «…quando tu mi spiavi in cima a un batticuore…» посів 7 місце в рейтингу найпродаваніших альбомів 1970 року, а наступний «Del mio meglio…» — друге місце серед найпродаваніших альбомів 1971 року. «Mina» став найпродаванішим альбомом 1972 року, до нього увійшли такі хіти, як «Amor mio» та «Grande, grande, grande». Останні два альбоми були записані Міною під час перерви у концертній діяльності, протягом якої вона народила дочку Бенедетту.
Навесні 1972 року відбулося творче повернення Міни у телепередачі RAI про естрадну музику «Teatro 10». Добірка пісень Баттісті, які співачка виконала в дуеті з композитором, стала одним одним із яскравих моментів передачі. Також на «Teatro 10», в дуеті з Астором П'яццоллою, Міна виконувала «Balada para mi muerte» («Ода моєї смерті»), створена у стилі танго нуево, з використанням бандонеону, за підтримки аргентинського гурту «Conjunto 9». Цього часу пісня «Grande grande grande» в аранжуванні Піно Престі стала другим синглом року в Італії. Ці пісенні успіхи надихнули композитора Енріко Ріккарді почати писати пісні для Міни в стилі Баттісті, зокрема у композиції «Fiume azzurro», яка стала ще одним хітом співачки, що потрапила у «топ-100» напродаваніших платівок Італії.
Останнім номером, виконании під час 8-ми серій «Teatro 10», став «Parole parole» («Слова, слова»), що був дуетом з актором Альберто Лупо. За складовою пісня була легким діалогом між співом Міни і декламацією Лупо. Темою пісні були переживання жінки щодо кінця кохання та брехні, яку їй доводиться чути, вона глузує з компліментів свого коханця, називаючи їх просто словами («parole»). Сингл вийшов у квітні 1972 року та очолив італійські чарти. Надалі пісня виконувалася низкою інших італійських та французьких дуетів.
Після ексклюзивного концерту у клубі «La Bussola» 16 вересня 1972 року Міна повідомила, що планує завершити публічні виступи. Під час виступу біля входу цього нічного клубу зібралися тисячі людей. Міні акомпанував оркестр Джанні Ферріо, у якому брав участь Джанні Бассо на тенор-саксофоні та Оскар Вальдамбріні на трубі.
Після втрати чоловіка в автокатастрофі 1973 року Міна випустила такі хіти, як «E poi…» («А потім…») і «L'importante è finire» («Це важливо закінчити»). Також вона записала заголовну пісню «Fa presto, fa piano» («Працює швидко, працює тихо») до фільму «Шмагання» 1974 року.

### 1974—1978: прощання зі сценою

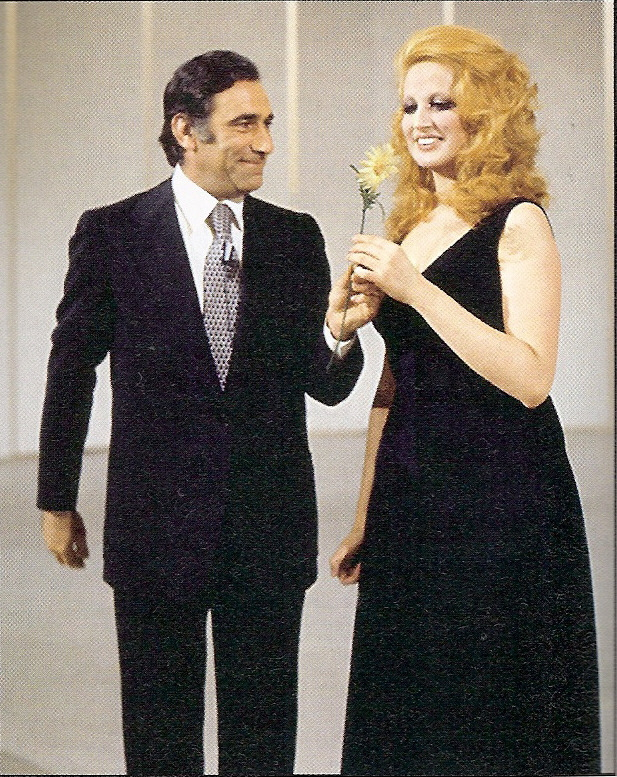
Міна і Альберто Лупо на передачі «Teatro 10» (1972)

Останнім виступом Міни у прямому ефірі був заключний епізод телешоу «Milleluci», що вийшов 16 березня 1974 року. Вона була його ведучою разом із Раффаеллою Каррою. Міна виконала такі пісні як «Everything's Alright», «Mack the Knife», «Night and Day» та «Someday (You'll Want Me to Want You)». Після блюзового дуету «Non gioco più» з гармоністом Тутсом Тілемансом Міна оголосила про відмову від публічних виступів. Її останньою появою на телебаченні став виступ із піснею «Ancora ancora ancora». Цей був фінальний номер телешоу «Mille e una luce» від 1 липня 1978 року.
Того ж літа Міна повернулася до концертної діяльності. Виступи проходили у клубі «La Bussola» у Версилії. Загалом було заплановано 15 концертів у «La Bussola», які мали розтягнутися на весь літній сезон, проте через хворобу легенів Міна дала лише 11. Усі концерти пройшли за повного аншлагу. Останній концерт Міни відбувся у «La Bussola» 23 серпня 1978 року, він був записаний і вийшов як концертний альбом «Mina Live '78».

### 1979—досі: подальша кар'єра
Полишивши сцену, Міна продовжувала записувати альбоми, продюсував які її син Массіміліано Пані. Так, у період з 1972-го по 1995 рік вона майже щороку випускала по два альбоми. Починаючи з 1973 року її платівки та компакт-диски мали характерне оформлення обкладинки, створене за художніми мотивами дизайнерів Лучано Таларіні, Джанні Ронко та фотографа Мауро Балетті. З середини 1980-х дизайн обкладинок альбомів довіряли лише Балетті. Усі альбоми Міни, що вийшли під лейблом «PDU», потрапили до «топ-100» найкращих Італії. Більшість її робот складалася з каверів на відомі пісні, вона присвячувала свої триб'ют-альбоми «The Beatles», Френку Сінатрі, Ренато Дзеро, Доменіко Модуньйо, Лучіо Баттісті, Енцо Янначчі, неаполітанській пісні та релігійній музиці. Починаючи з 1989 року всі її записи включали джазову гру Даніло Рі на фортепіано.
Найбільшим успіхами Міни у чартах після залишення сцени стали дуети з іншими виконавцями. 1985 році її дует з Ріккардо Коччанте «Questione di feel» («Справа у почутті») став не лише 13-м найпродаванішим синглом року в Італії, але й отримав статус «вічнозеленого» (так називають пісні-хіти в Європі, які завжди користуються популярністю). Диск «Mina Celentano», записаний в дуеті з Адріано Челентано, став найпопулярнішим альбомом 1998 року в Італії. Перерва у виступах Міни на телебаченні тривала до 2001 року, коли вона випустила кадри своїх сесій звукозапису. Відео транслювали 30 березня на вебсайті компанії «Wind». Це призвело до мільйонів відвідувань сайту тієї ночі та додаткових мільйонів переглядів у наступні дні. Відзнятий матеріал вийшов на DVD «Mina in Studio».
Після цього сингли Міни знову потрапили до чартів Італії. Трек «Succhiando l'uva» («Смоктання винограду») 2002 року, написаний для неї Дзуккеро, посів 3 сходинку в чарті. Кавер Міни на пісню «Don't call me baby (Can't take my eyes off you)» (2003) посів 4 сходинку в Італії. Сингл «Alibi» (2007) досяг 6 сходинки в Італії. Потрійний компакт-диск «The Platinum Collection» очолив італійський чарт. Такий самий успіх мали і альбоми «Olio» (1999), «Veleno» (2002), «Bula Bula» (2005), «Todavía» (2007), «Le migliori» (2016) і «Maeba» (2018). Пізніші релізи Міни включали дуети з Міком Хакнеллом, Фабріціо Де Андре, П'єро Пелу, Адріано Челентано, Лучіо Даллою, Жуаном Мануелем Серратом, Шику Буаркі, Мігелем Бозе, Тіціано Ферро, Джорджею та Сілом. Останніми роками Міна вела щотижневу колонку на першій шпальті газети «La Stampa» (між 2000—2011 роками) та сторінку в італійському виданні журналу «Vanity Fair», де відповідала на фанатські листи (між 2003—2015 роками).
Міна понині продовжує видавати альбоми, продажі яких отримують золоту сертифікацію. Співачка чергує випуск поп-альбомів з джазовими проєктами та роботами в інших стилях, не перестаючи дивувати публіку новими музичними дуетами. Тим часом, її голос і пісні присутні у безлічі масмедіа: у радіо- та телерекламі, тематичних мелодіях спортивних програм, шоу талантів (де співають її пісні з класичного репертуару), триб'ют-шоу, створюються нові кавери її пісень і навіть семпли, що використовуються у записах інших виконавців (зокрема репера Мондо Марчо). Хоча Міна і не з'являлася на публіці наживо, вона відкрила та закрила музичний фестиваль в Санремо 2009 року своєю версією оперної арії Джакомо Пуччіні «Nessun dorma». Її голос також був присутній, коли вона виконувала кавер пісні у відео головного спонсора фестивалю, компанії «TIM», протягом сезонів 2017 та 2018 років.
Вихід 2016 року другого спільного альбому Міни та Адріано Челентано «Le migliori» («Найкращі») викликав великий ажіотаж. Диск став найпродаванішим альбомом в Італії. 2018 року новий альбом Міни «Maeba» знову дебютував першим місцем у чарті італійських альбомів та вінілових платівок.

## Особисте життя
З раннього підліткового віку Міна Мадзіні брала участь у змаганнях з плавання у спортивному клубі «Canottieri Baldesio» у Кремоні, який на той час відвідувала місцева еліта. В басейні у 16 років вона зустріла захисника футбольного клубу «Кремонезе» і почала з ним зустрічатися.
У 1962 році Міна почала стосунки з актором Коррадо Пані, які шокували італійську публіку, оскільки актор був одружений, хоча й не жив з дружиною. 18 квітня 1963 року Міна народила сина Массиміліано Пані. Через відмову Міни приховувати свої стосунки їй заборонили виступати на публічних італійських телеканалах та радіо. Оскільки продаж її платівок тільки зростав, а публіка вимагала бачити Міну в ефірі, RAI був змушений скасувати заборону і 10 січня 1964 року повернути її на телебачення. Незабаром після народження дитини пара розлучилася.

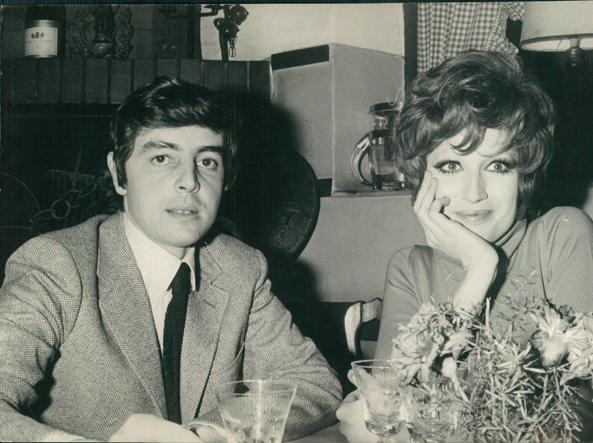
Вірджиліо Кроччо і Міна

Брат Міни Альфредо Мадзіні, також співак, загинув в автокатастрофі 1965 року. Через рік вона з батьком переїхали до швейцарського Лугано. Стосунки з актором Вальтером К'ярі, однак, залишилися в Італії. Потім Міна мала стосунки з актором Джаном Марією Волонте, які закінчилися, коли вона дізналася про його роман з акторкою. Наприкінці 1960-х Міна протягом трьох років була у стосунках із композитором Августо Мартеллі, які були близькі до шлюбу. У 1970 році Міна одружилася з Вірджіліо Кроччо, журналістом видання «Il Messaggero», взявши офіційне ім'я Анна Марія Мадзіні-Кроччо. 11 листопада 1971 року народила дочку Бенедетту Мадзіні. Чоловік загинув у автокатастрофі 1973 року.
1981 року Міна побралася з кардіологом Еудженіо Кваїні. Вони одружилися 10 січня 2006 року у Лугано. 1989 року співачка набула швейцарського громадянства. Відповідно до вимог цієї країни вона взяла прізвище чоловіка, і її ім'я змінилося на Анна Марія Кваїні. Однак для громадськості, італійського реєстру актів громадянського стану та її італійських документів вона, як і раніше, називає себе Міною Мадзіні, що також видно у назві домену її вебсайту.
Проживає в Лугано, Швейцарія.

## Музичний стиль та публічний імідж

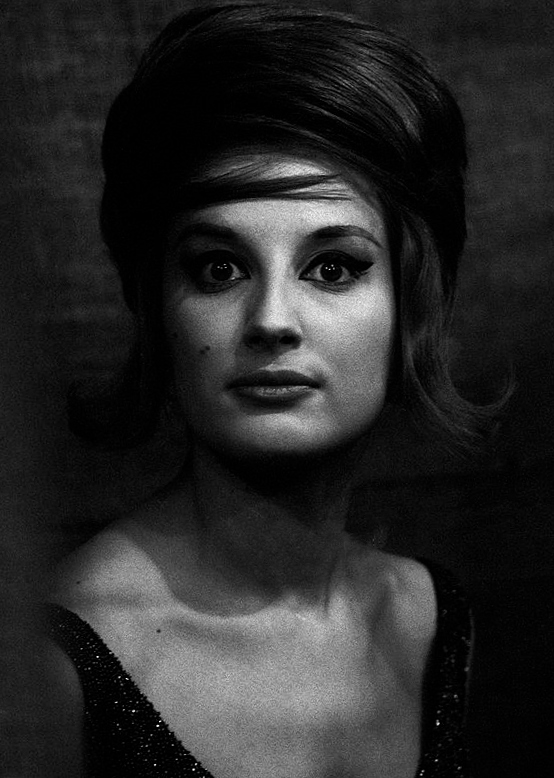
Міна у 1961 році

### Голос
Міна відома своїм триоктавним вокальним діапазоном та своїм високодинамічним сопрано. Свінговий та «антимелодійний» у ранні роки (пісня «Tintarella di luna», 1959), її спів пізніше набув високих драматичних тонів. Луї Армстронг оголосив її «найвизначнішою білою співачкою у світі».

### «Королева крикунів»
Захоплена хвилею рок-н-ролу, що прокотилася Італією у 1958 році, Міна почала слухати американські платівки і стала частою гостею міланських нічних клубів «Derby Club», «Santa Tecla» та «Taverna Messicana», у яких пропагувалася музика в цьому стилі. Репертуар Міни на початку її кар'єри включав нескладні імітації британських та американських рок- та джазових пісень, а виконання співачкою надгучної та синкопованої версії пісні «Nessuno» продемонструвало її чудове відчуття ритму. Перед цим, 1958 року у світі італійської естради відбулася знаменна подія, де Доменіко Модуньйо підняв руки вгору під час виконання пісні «Nel blu dipinto di blu» («Volare»), чим викликав здивування публіки та порушив традицію, що панувала у ті часи, коли виконавці були нерухомими на сцені під час співу. У своїх перших появах на телебаченні Міна ще більше порушила цю традицію, рухаючи головою, руками та стегнами у такт мелодії. Письменник Едоардо Сангвінеті згадував першу зустріч італійської публіки із пристрастною співачкою як «для багатьох незабутній досвід, … одкровення». Телеведучий Маріо Ріва назвав її однією з «крикунів», як тоді називали виконавців рок-н-ролу в Італії, за її характерний тембр голосу та енергійне виконання. Пізніше громадськість назвала Міну «королевою крикунів», а за екстравагантні жести вона отримала прізвисько «кремонська тигриця» («la Tigre di Cremona»).

### Публічний імідж

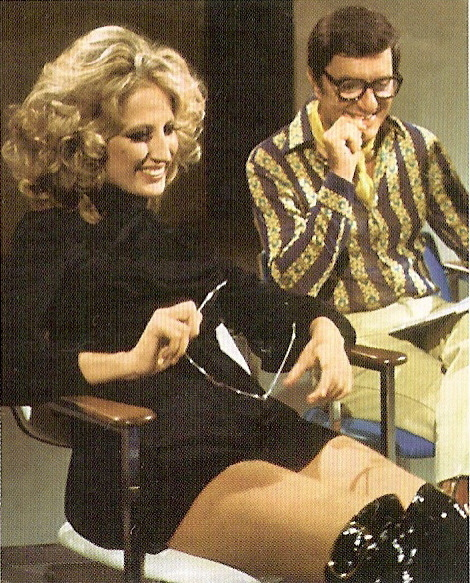
Міна з Леліо Луттадзі (1969)

Під час виконання у 1960 році балади «Il cielo in una stanza» Міна представила свою нову сенсуалістичну манеру виконання. Її роман з актором Коррадо Пані, що стався через три роки потому, кинув виклик моральним підвалинам Італії, країни, де розлучення вважалося незаконним актом, а матері-одиначки були ганебним явищем. Таким чином, її нонконформістський вибір уособлював емансипацію жінок в Італії, що суперечило пануючим на той час католицьким та буржуазним чеснотам. Наступна заборона виступати на італійських теле- та радіоканалах ще більше зміцнила імідж Міни як незалежної «поганої дівчини», що вона акцентувала при виборі тем для пісень. Прикладом цього стало її виконання пісні «Sacumdì Sacumdà» у прямому ефірі після того, як RAI висловили своє невдоволення її текстом, який розповідав про зустріч дівчини з дияволом. Іншими піснями, які RAI спочатку заборонив як аморальні, були «Ta-ra-ta-ta» (відверто говорилося про паління сигарет), «La canzone di Marinella» і «L'importante è finire» (мали на увазі секс без кохання). «Крута» на той час поведінка Міни вирізнялася такими ознаками, як сексуальна привабливість, куріння у громадських місцях, фарбоване світле волосся, вищипані брови та інтенсивне використання макіяжу для очей.
Основними темами пісень співачки були тривожні любовні історії. Її співочий стиль полягав у дуже драматичному інтерпретуванні пісні, з використанням жестів та мови тіла, задля максимального оживлення історії. Виконання Міни зазвичай характеризувалося виразною напруженністю, незначними варіаціями та оригінальним фразуванням. Музичний критик Герардо Джентілі відзначав виконавчу майстерність співачки словами: «У Міни слово стало словом, а нота стала нотою».
Щоб максимально продемонструвати вокальний діапазон та виконавчі здібності Міни, композитор Бруно Канфорою написав для неї ритмічний джазовий номер, пісню «Brava», а Енніо Морріконе написав пісню «Se telefonando», у якій присутні численні тональні переходи. Так само, спеціально для Міни була написана низка інших пісень, які вона виконувала під акомпанемент оркестрів компанії RAI на телепроєктах «Studio Uno», «Sabato sera», «Canzonissima» та «Teatro 10» (ці оркестри акомпанували всім зіркам, які брали участь у цих передачах). Міна (разом зі співачкою Кармен Віллані) вперше об'єднала класичну італійську поп-музику та свінг із елементами блюзу, ритм-енд-блюзу та соулу, особливо в піснях «Se stasera sono qui» та «Deborah». Також вона сприяла включенню в італійську поп-музику нових музичних стилів, зокрема танго нуево, як це було присутнє в її дуеті «Balada para mi muerte» з Астором П'ядзоллою.

### Співпраця з дуетом Могол-Баттісті
1969 року Міна змінила не лише музичний стиль, але й зовнішній вигляд. Замість зачіски з коротким прямим волоссям вона обрала довгі світлі кучері й почала носити чорні міні-сукні. Цього часу вийшли перші пісні для Міни авторства творчого дуету Могола та Лучо Баттісті, особливо «Insieme» та «Io e te da soli», які вперше повною мірою продемонстрували виконавчі блюзові та соул-навички співачки. Приблизно під час їхньої співпраці Міна звернулася до виконання поп-музики, розрахованої на аудиторію середнього віку. Мелодії Баттісті були складними за будовою, зокрема, відзначалися складною акордовою послідовністю. Для цих пісень характерна часта зміна ритму, паузи, «діалоги» між вокалом та оркестром. Ще однією характерною рисою був інструментальний вступ без ритмічної основи.

### Латинські музичні жанри
Будучи шанувальницею босанови, Міна з самого початку своєї кар'єри, окрім італійської, записувала пісні іспанською та португальською мовами, і нині має фанатів в Іспанії та Латинській Америці. Іспанський режисер Педро Альмодовар використовував пісні Міни як саундтреки до своїх фільмів. 2001 року Міна випустила збірку «Colección Latina», яка включає класичні твори латинських авторів іспанською мовою, а також іспанські кавери до її оригінальних пісень. 2003 року вийшов мюзикл «Mina… che cosa sei?» за піснями Міни, який поставили в Аргентині з акторкою Еленою Роджер у головній ролі. «Mina… che cosa sei?» номінувався на 4 аргентинські премії «ACE» у 2003 та 2004 роках, як «найкращий мюзикл», та отримав ще одну аргентинську премію «Кларін» за найкращий мюзикл. 2007 року Міна опублікувала альбом «Todavía» іспанською та португальською мовами, який посів 36-те місце в іспанських чартах і 1-е місце в італійських чартах. До нього увійшли дуети з Жуаном Мануелем Серратом, Мігелем Бозе, Дієго Торресом, Шику Буаркі та Дієго Ель Сігалом.

## Співпраці

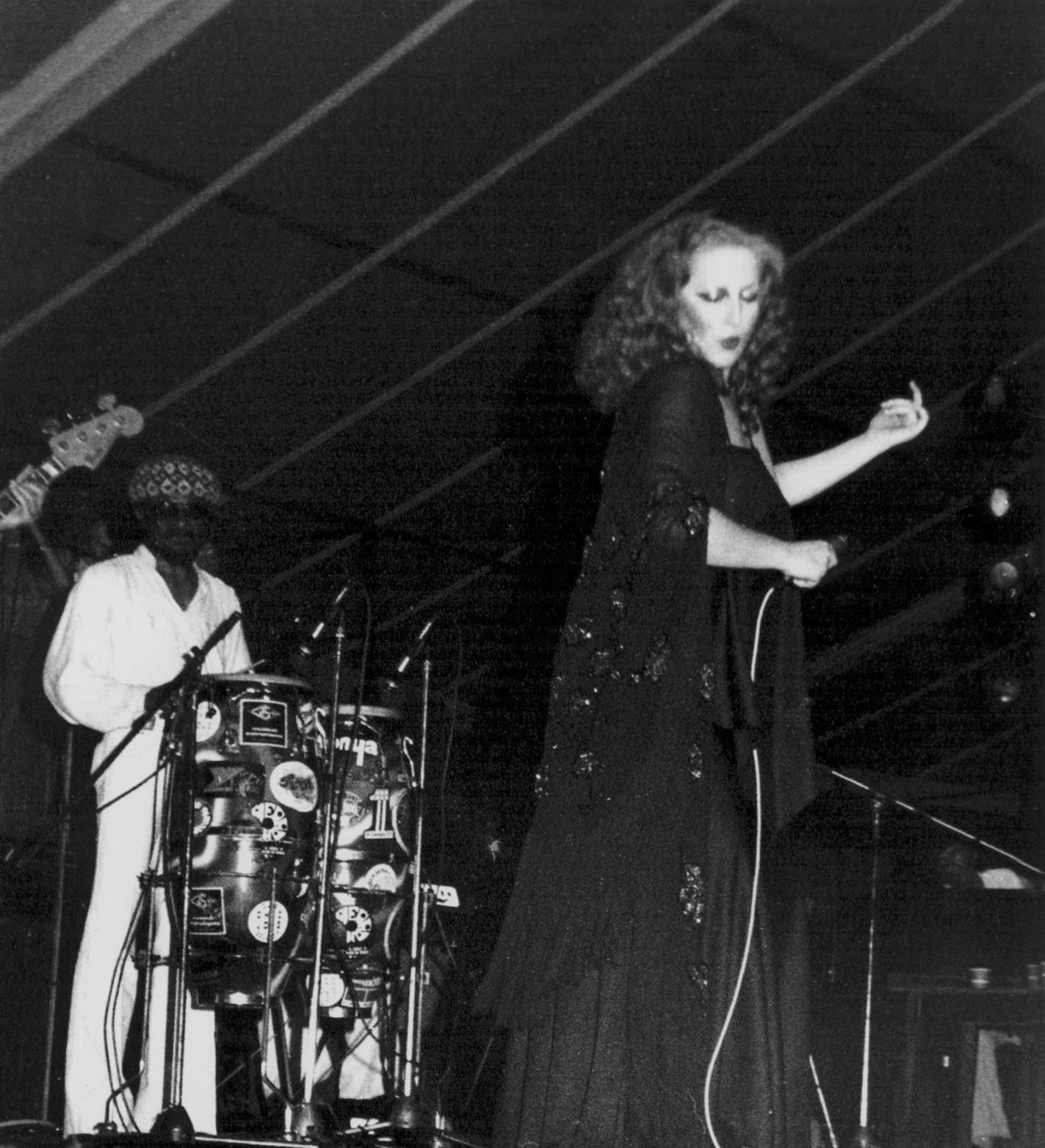
Виступ Міни 1978 року

### Співпраці з аранжувальниками
- Тоні Де Віта[it] («Tintarella di luna», «Piano», «Il cielo in una stanza»)
- Енніо Морріконе («Se telefonando»)
- Бруно Канфора[it] («Vorrei che fosse amore», «Brava», «Sono come tu mi vuoi»)
- Августо Мартеллі[it] («E se domani», «Un anno d'amore», «Non credere») (+ several albums)
- Детто Маріано («Insieme»)
- Джанп'єро Ревербері[it] («Amor mio», «Io e te da soli»)
- Джанні Ферріо[it] («Parole parole», «Non gioco più») (+ several albums)
- Піно Престі[it] («Grande grande grande», «E poi», «L'importante è finire», «Fiume azzurro», «E penso a te») (+ декілька альбомів)
- Альберто Нікореллі («Ancora ancora ancora»)
- Пол Бакмастер[it] («Questione di feeling»)
- Массіміліано Пані[it] («Acqua e sale», «Brivido Felino»)

### Співпраці з іншими виконавцями
- Адріано Челентано: «Acqua e sale» — «Amami amami» — «A un passo da te» — «Brivido felino» — «Che t'aggia di'» — «Come un diamante nascosto nella neve» — «Dolce fuoco dell'amore» — «E l'amore» — «Io non volevo» — «Ma che ci faccio ancora qui» — «Messaggio d'amore» — «Non mi ami» — «Prisencolinensinainciusol» — «Se mi ami davvero» — «Sempre sempre sempre» — «Sono le tre» — «Specchi riflessi» — «Ti lascio amore»
- Альберто Лупо: «Parole parole»
- Альберто Сорді: «Fumo di Londra»
- Андреа Мінгарді[it]: «Datemi della musica» — «Mogol Battisti»
- Енджел «Пато» Гарсія: «Contigo en la distancia»
- Астор П'яццолла: «Balada para mi muerte»
- «Audio 2[it]»: «Dentro ad ogni cosa» — «Rotola la vita»
- Бенедетта Мацціні[it]: «More Than Words»
- Беппе Ґрілло: «Dottore»
- Енцо Янначчі: «E l'era tardi»
- Фабріціо Де Андре: «La canzone di Marinella»
- Фаусто Леалі[it]: «Via di qua — A chi mi dice»
- Фред Бонджусто[it]: попурі «Non ci lasceremo mai» — «Frida» — «Sei proprio tu» — «Doce doce» — «A Detroit»
- Джанні Моранді: «Reggio Emilia» — «Meglio sarebbe» — «L'uva fogarina (Teresina imbriaguna)» — «Come porti i capelli bella bionda»
- Джорджо Ґабер: попурі «Porta romana» — «La ballata del Cerutti» — «Trani a gogò» — «Barbera e champagne» — «Il Riccardo»
- Джонні Дореллі і Ренато Карозоне: попурі «Scapricciatiello» — «Pigliate 'na pasticca» — «Pasqualino Marajà» — «Na voce e 'na chitarra»
- Леліо Луттацці[it]: «Chi mai sei tu»
- Лучіо Баттісті: попурі «Insieme» — «Mi ritorni in mente» — «Il tempo di morire» — «E penso a te» — «Io e te da soli» — «Eppur mi son scordato di te» — «Emozioni»
- Лучіо Далла: «Amore disperato»
- Массіміліано Пані[it]: «Come stai» — «If I Fell»
- Массімо Лопез[it]: «Noi»
- Мік Хакнелл: «Someday in My Life»
- Мігель Бозе[en]: «Agua y sal»
- Мільва: «Motherless Child» — «Non arrenderti uomo»
- Моніка Наранхо: «Él se encuentra entre tú y yo»
- П'єро Пелу: «Stay with me»
- Ренато Дзеро[it]: «Neri» — «Tutti gli zeri del mondo»
- Ріккардо Коччанте: "Amore (Un Uomo Felice album) — «Bella senz'anima» — «Questione di feeling»[94]
- Сіл: «You Get Me»
- Тутс Тілеманс: «Non gioco più»
- «Le Voci Atroci[it]»: «Suona ancora»

## Спадщина
Міна Мадзіні записала 77 альбомів та 71 сингл, які потрапили в італійські чарти. Вона єдина артистка, альбоми якої очолювали італійські чарти протягом кожного із шести десятиліть, починаючи з 1965 року, коли вперше почав вестися чарт найкращих альбомів Італії. Співачка випускала альбоми щороку, протягом 1958—2003 років, і досі продовжує випускати нові альбоми та сингли.
1 червня 2001 року президент Карло Адзеліо Чампі нагородив її італійським орденом «За заслуги» другого ступеня.
Низка пісень Міни стали хітами для іншомовних виконавців та виконавиць:
- Першою з них стала «Piano», виконана Меттом Монро як «Softly, as I Leave You», яка досягла 10-го місця у британському чарті «тop-40». 1964 року версія пісня у виконанні Френка Сінатри досягла 27-го місця у чарті «Billboard Hot 100».
- «Se telefonando» переспівували кілька виконавиць в Італії та за кордоном, насамперед Франсуаза Арді[31] та Іва Дзаніккі (1966), «Delta V» (2005), «Vanessa and the O's» (2007) та Ніл Хеннон (2008)[95].
- «Grande grande grande», записана британською співачкою Ширлі Бессі як «Never Never Never» 1973 року, потрапила у «Billboard Hot 100»; «топ-10» чарту Великої Британії; очолила австралійський чарт; посіла 2 місце у Південній Африці; та 3 місце у Сінгапурі[96][97].
. Селін Діон з Лучано Паваротті також записали версію пісні в 1997 році (що вийшла як «I Hate You Then I Love You»).
- Через рік співачка Даліда та актор Ален Делон записали «Paroles, paroles», французьку версію «Parole parole», яка стала міжнародним хітом. Вона стала однією з найвідоміших французьких пісень у світі[98][99].
- Мексиканський співак Хосе Хосе[en] записав іспанську версію хіта «Sono, come tu mi vuoi» під назвою «Soy como quieras tu».
- Англійський музикант Елвіс Костелло використав уривок з пісні Міни «Un bacio è troppo poco» у своєму альбомі «When I Was Cruel».
- Таніта Тікарам зробила кавер на пісню Міни «And I Think of You — E penso a te» англійською мовою як трек альбому «The Best of Tanita Tikaram».
- Турецька співачка Ажда Пеккан переспівала понад дюжину пісень Міни.
- Британська співачка Дасті Спрингфілд згадала Міну у своєму виступі[100].
- 2010 року чиказький гурт «La Scala» випустив рок-кавер на свій хіт «Tu Farai» із Греттою Рошель на вокалі[87].
- Іспанська артистка Моніка Наранхо записала альбом «Minage» з каверами Міни іспанською мовою, опублікований 20 березня 1999 року. Серед треків були «Ancora, ancora, ancora», «Io é te da soli», «Fiume azzurro» (як «Sobreviviré») і «L'immensità». Міна брала участь у записі альбому, записавши дует «Él se encuentra entre tú y yo» («Він між тобою і мною»).
- Ірландська виконавиця танцювальної музики Рошин Мерфі створила кавери до пісень Міни «Non credere» та «Ancora, ancora, ancora» (ремікшовані та розширені британськими та італійськими ді-джеями треки), які потрапили до її мініальбому «Mi Senti» 2014 року, що містив переосмислення класичних поп-хітів різних італійських виконавців.

До 70-річчя Міни газета «La Repubblica» провела опитування читацької аудиторії про найкращу пісню Міни всіх часів. У голосуванні 30 000 осіб композиція «Se telefonando» очолила список.

## Нагороди, номінації, відзнаки та досягнення
1958

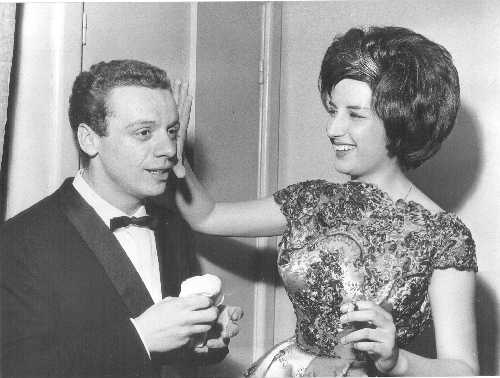
Міна і Джонні Дореллі (1960)

- Номінація на передачі «Sei giorni della canzone» за виступ з піснею «Proteggimi»
  - Друге місце[102]

1959
- Виступ на конкурсі «Canzonissima» з піснями «Nessuno» і «Tua», номінація[103]
- Нагорода «Золотий музичний автомат»[103]
- Нагорода «Золотий мікрофон»[103]

1960
- Номінація Фестивалю «Санремо» за виступ з піснею «Non sei felice» and «E' vero»
  - Сьоме місце
- Номінації на «Canzonissima» за виступ з піснями «Tintarella di luna», «Il cielo in una stanza», «Folle banderuola», «E' vero», «Na sera 'e maggio», «O Sarracino», «Ma l'amore no», «Violino tzigan» e «Due note»
  - Фіналістка з «Tintarella di luna»
  - Фіналістка з «Na sera 'e maggio»

1961

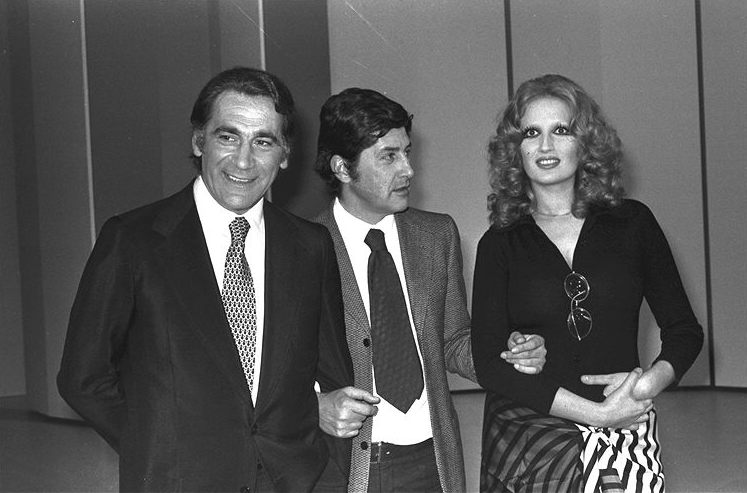
Міна з Альберто Лупо (ліворуч) і Антонелло Фалькуї (всередині) (1972)

- Номінація фестивалю «Санремо» за виступ з піснями:
  - «Io amo tu ami» (четверте місце)
  - «Le mille bolle blu» (п'яте місце)

1963
- Номінації на «Canzonissima» за виступ з піснями «Il cielo in una stanza» і «Stringimi forte i polsi»
  - Фіналістка з «Il cielo in una stanza»

1964
- Японія: нагорода «Найкращому міжнародному артисту», in Japan
- Нагорода від критики за «Найкращий альбом року» (альбом «Mina»)
- Нагорода від критики «Оскар дель диско '64» (альбом «Mina»)

1965
- Номінація «Міжнародної виставки естрадної музики» за виступ з піснею «L'ultima occasione»

1966
- Номінація «Міжнародної виставки естрадної музики» за виступ з піснею «Ta-ra-ta-ta»
- Нагорода «Золота гондола» «Міжнародної виставки естрадної музики»

1968
- Номінація «Міжнародної виставки естрадної музики» за виступ з піснею «Ta-ra-ta-ta»

1987
- Нагорода «Тарілка Тенко» («Targa Tenco») в категорії «Виконавець року» за альбом «Rane supreme»[104]

2001
 — Орден «За заслуги перед Італійською Республікою»: другу найвищу громадянську нагороду Італії вручив президент Карло Адзеліо Чампі 1 червня 2001 року
2015
- Медаль «Золотий Амвросій» від міста Мілан[106]

### Рекорди
- Веб-захід у прямому ефірі на порталі Wind, на якому були представлені деякі відеокліпи Міни в студії звукозапису, набрав понад 20 мільйонів переглядів і став одним із найпопулярніших за весь час в Італії[107].
- Міна є найпопулярнішою артисткою в італійських чартах, її альбоми та сингли загалом 24 рази очолювали чарти, 61 рази знаходилися у «трійці» найкращих, 86 разів у «п'ятірці» найкращих, 114 разів у «десятці» найкращих та 130 разів у «двадцятці» найкращих. Загалом у чартах брали участь її 79 альбомів та 71 сингл.

#### Альбоми: рекорди у чартах Італії

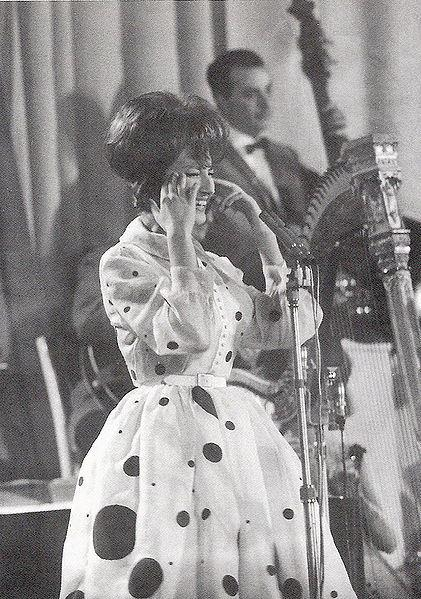
Міна на Фестивалі «Санремо» 1961 року

| Weekly chart | Weekly chart | Weekly chart | Weekly chart | Weekly chart | Weekly chart | Підсумковий чарт року | Підсумковий чарт року | Підсумковий чарт року | Підсумковий чарт року | Підсумковий чарт року | Підсумковий чарт року | Загальний чарт | Загальний чарт | Загальний чарт | Загальний чарт | Загальний чарт | Загальний чарт |
| No. 1        | Top 3        | Top 5        | Top 10       | Top 20       | Top 30       | No. 1                 | Top 3                 | Top 5                 | Top 10                | Top 20                | Top 100               | No. 1          | Top 3          | Top 5          | Top 10         | Top 20         | Top 100        |
| ------------ | ------------ | ------------ | ------------ | ------------ | ------------ | --------------------- | --------------------- | --------------------- | --------------------- | --------------------- | --------------------- | -------------- | -------------- | -------------- | -------------- | -------------- | -------------- |
| 15           | 34           | 52           | 62           | 64           | 67           | 4                     | 7                     | 10                    | 20                    | 36                    | 72                    | 16             | 37             | 56             | 70             | 74             | 79             |

#### Сингли: рекорди у чартах Італії
| Тижневі чарти | Тижневі чарти | Тижневі чарти | Тижневі чарти | Тижневі чарти | Тижневі чарти | Підсумкові чарти року | Підсумкові чарти року | Підсумкові чарти року | Підсумкові чарти року | Підсумкові чарти року | Підсумкові чарти року | Загальний чарт | Загальний чарт | Загальний чарт | Загальний чарт | Загальний чарт | Загальний чарт |
| No. 1         | Top 3         | Top 5         | Top 10        | Top 20        | Top 30        | No. 1                 | Top 3                 | Top 5                 | Top 10                | Top 20                | Top 30                | No. 1          | Top 3          | Top 5          | Top 10         | Top 20         | Top 40         |
| ------------- | ------------- | ------------- | ------------- | ------------- | ------------- | --------------------- | --------------------- | --------------------- | --------------------- | --------------------- | --------------------- | -------------- | -------------- | -------------- | -------------- | -------------- | -------------- |
| 8             | 24            | 30            | 44            | 56            | 59            | 1                     | 7                     | 8                     | 10                    | 16                    | 25                    | 8              | 24             | 30             | 44             | 56             | 62             |

## Дискографія
- Tintarella di luna (1960)
- Il cielo in una stanza (1960)
- Due note (1961)
- Moliendo café (1962)
- Renato (1962)
- Stessa spiaggia, stesso mare (1963)
- Mina (1964)
- Studio Uno (1965)
- Studio Uno 66 (1966)
- Mina 2 (1966)
- Sabato sera — Studio Uno '67 (1967)
- Dedicato a mio padre (1967)
- Le più belle canzoni italiane interpretate da Mina (1968)
- Canzonissima '68 (1968)
- I discorsi (1969)
- Mina for You (1969)
- ...bugiardo più che mai... più incosciente che mai... (1969)
- Mina canta o Brasil (1970)
- ...quando tu mi spiavi in cima a un batticuore... (1970)
- Mina (1971)
- Cinquemilaquarantatre (1972)
- Altro (1972)
- Frutta e verdura (1973)
- Amanti di valore (1973)
- Mina® (1974)
- Baby Gate (1974)
- La Mina (album) (1975)
- Minacantalucio (1975)
- Singolare (1976)
- Plurale (1976)
- Mina quasi Jannacci (1977)
- Mina con bignè (1977)
- Attila (1979)
- Kyrie (1980)
- Salomè (1981)
- Italiana (1982)
- Mina 25 (1983)
- Catene (1984)
- Finalmente ho conosciuto il conte Dracula... (1985)
- Si, buana (1986)
- Rane supreme (1987)
- Ridi pagliaccio (1988)
- Uiallalla (1989)
- Ti conosco mascherina (1990)
- Caterpillar (1991)
- Sorelle Lumière (1992)
- Mina canta i Beatles (1993)
- Lochness (1993)
- Canarino mannaro (1994)
- Pappa di latte (1995)
- Cremona (1996)
- Napoli (1996)
- Leggera (1997)
- Mina Celentano (1998)
- Olio (1999)
- Mina n° 0 (1999)
- Dalla terra (2000)
- Sconcerto (2001)
- Veleno (2002)
- Napoli secondo estratto (2003)
- Bula Bula (2005)
- L'allieva (2005)
- Bau (2006)
- Todavía (2007)
- Sulla tua bocca lo dirò (2009)
- Facile (2009)
- Caramella (2010)
- Piccolino (2011)
- 12 (American Song Book) (2012)
- Christmas Song Book (2013)
- Selfie (2014)
- Le migliori (2016)
- Maeba (2018)
- Mina Fossati (2019)

## Бібліографія

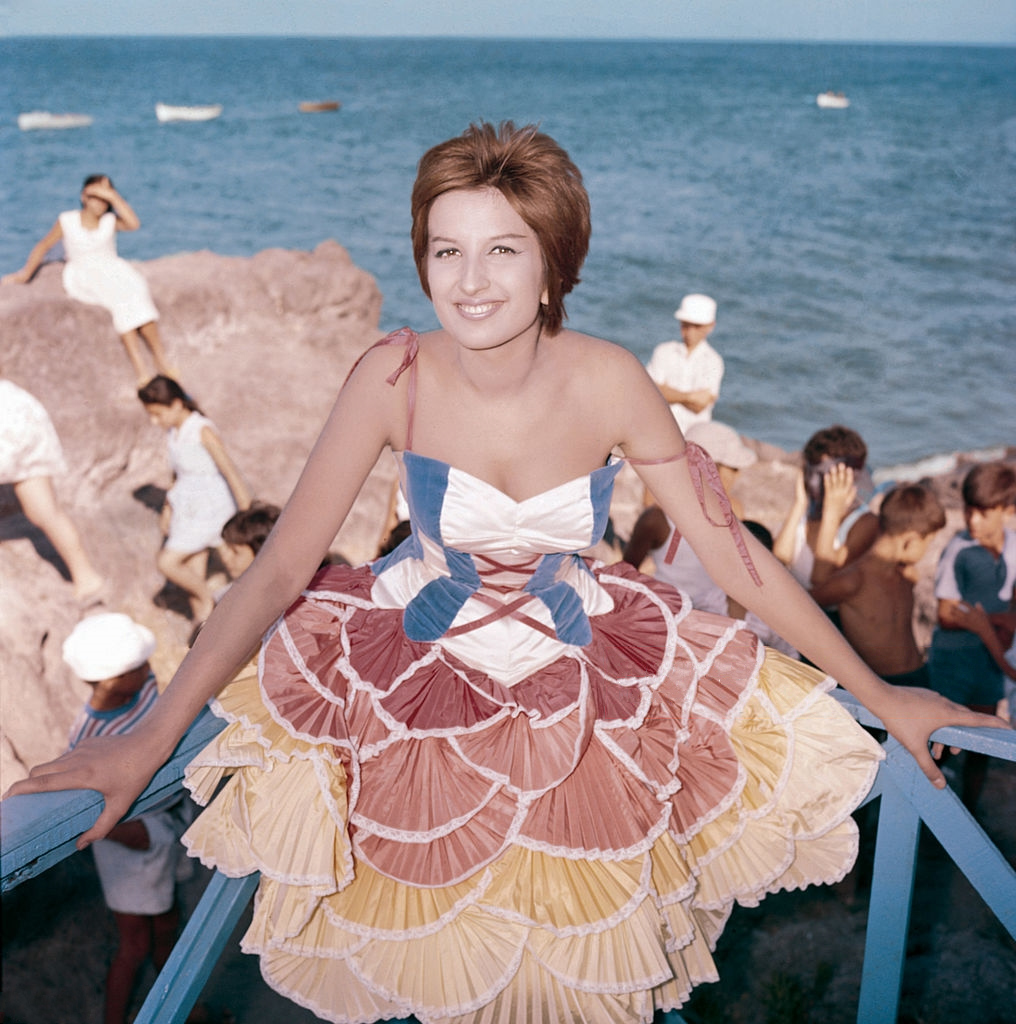
Міна у 1959 році

## Фільмографія

### Фільми
| Назва                              | Рік  | Роль        | Режисер            | Примітки             |
| ---------------------------------- | ---- | ----------- | ------------------ | -------------------- |
| Музичний автомат кричить про любов | 1959 | Співачка    | Мауро Морассі      | Камео                |
| Пісні Тедді Бойс                   | 1960 | Мінучча     | Доменіко Паолелла  |                      |
| Санремо — великий виклик           | 1960 | Камео       | П'єро Вівареллі    | Епізодична роль      |
| Призначення на Ішію                | 1960 | Камео       | Маріо Матоллі      | Камео                |
| Небезпечні матері                  | 1960 | Нікі Імпота | Доменіко Паолелла  |                      |
| Крикуни на лаві підсудних          | 1960 | Міна        | Лучо Фульчі        |                      |
| Міна... геть караул!               | 1961 | Валерія     | Армандо Тамбурелла |                      |
| Я цілую… ти цілуєш                 | 1961 | Марчелла    | П'єро Вівареллі    |                      |
| Призначення на Рів'єру             | 1962 | Міна        | Маріо Матоллі      |                      |
| Дівчатам це подобається            | 1962 | Камео       | Курт Нахманн       | Епізодична роль      |
| Пісні в усьому світі               | 1963 | Камео       | Вітторіо Сала      | Документальний фільм |
| Для кохання... для магії...        | 1967 | Айкесіада   | Дуччо Тессарі      |                      |

### Телебачення

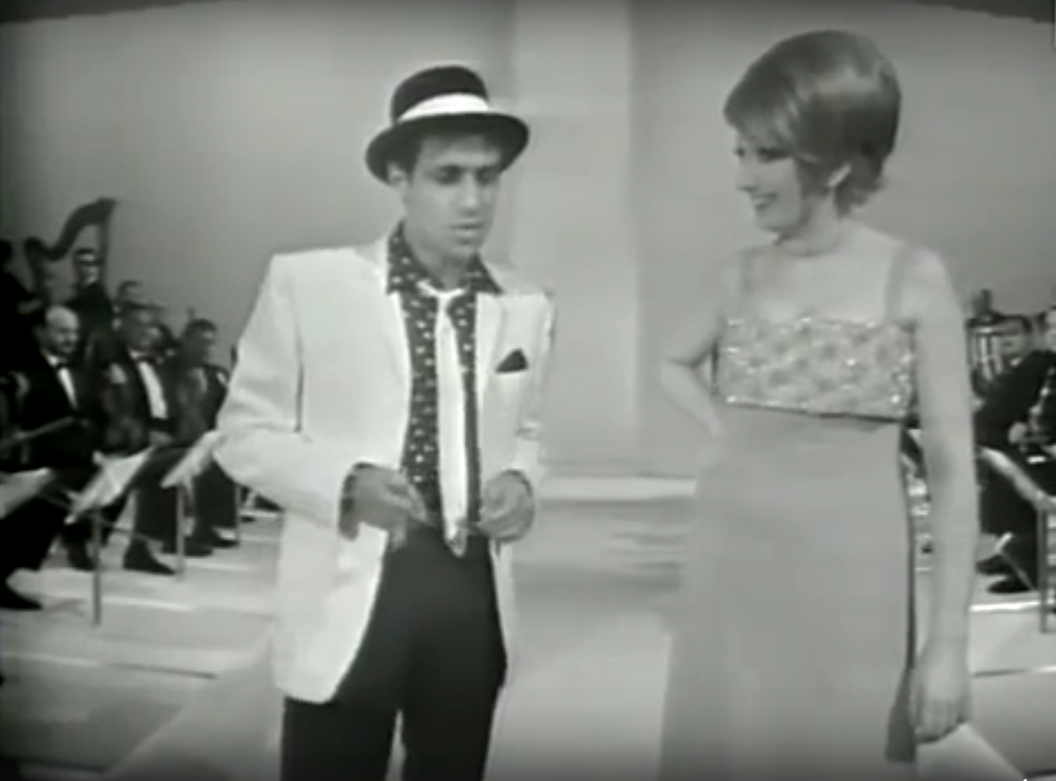
Міна та Адріано Челентано на телепередачі «Sabato sera» (1967)

| Назва              | Рік       | Роль          | Канал | Примітки                         |
| ------------------ | --------- | ------------- | ----- | -------------------------------- |
| Studio Uno         | 1961–1966 | Ведуча        | Rai 1 | Шоу-вар'єте (1, 3–4 сезони)      |
| Sabato sera        | 1967      | Ведуча        | Rai 1 | Шоу-вар'єте                      |
| TuttoTotò          | 1967      | Співачка      | Rai 1 | Епізод: «Totò ye ye»             |
| Canzonissima       | 1968–1969 | Ведуча        | Rai 1 | Музичний конкурс (6 сезон)       |
| Senza Rete         | 1968–1970 | Співведуча    | Rai 1 | Шоу-вар'єте (1–3 сезони)         |
| Non cantare, spara | 1968      | Вільгельміна  | Rai 1 | Епізод: «Seconda puntata»        |
| Noches de Europa   | 1969      | Музична гостя | La 2  | Епізод від 8 листопада 1969 року |
| Teatro 10          | 1972      | Виконавиця    | Rai 1 | Шоу-вар'єте (3 сезон)            |
| Milleluci          | 1974      | Співведуча    | Rai 1 | Шоу-вар'єте                      |